# Kleine piraat
De kleine piraat (Piratula latitans) is een spin die behoort tot de wolfspinnen. De soort komt voor in Europa tot Azerbeidzjan.
Het mannetje wordt 2,5 tot 4,5 mm groot, het vrouwtje wordt 4,5 mm. Het kopborststuk en het achterlijf zijn bijna zwart. Op het achterlijf zijn vaak twee rijen met witte stippen aanwezig. De poten zijn geelachtig bruin of zwart. De soort leeft in wateren, oevers en natte weiden.